# 劉之待
劉之待（？—？），别号碧山，湖廣武昌府興國州軍籍。明朝官员。

## 生平
万历四十年（1612年）壬子科湖廣鄉試第八十一名舉人，四十四年（1616年）丙辰科三甲十九名进士，户部觀政，授松江府推官，四十六年應天府鄉試同考，天啓二年（1622年）行取考选，三年三月補授浙江道監察御史，本年巡視十庫，四年巡按浙江，因曾支持楊漣弹劾魏忠贤，七年二月回朝后被以门户削籍为民。

## 家族
曾祖劉可，祀乡贤。祖父劉守禮，廪生。父劉師勃，廪生。